# Associazione Calcio Palermo 1938-1939
Questa voce raccoglie le informazioni riguardanti l'Associazione Calcio Palermo nelle competizioni ufficiali della stagione 1938-1939.

## Stagione
Nella terza stagione consecutiva in Serie B, un migliore girone di ritorno rispetto a quello di andata permette al Palermo di raggiungere una salvezza anticipata, con il 7º posto, anch'esso terzo piazzamento di fila, dato che al giro di boa la società palermitana era quartultima con 15 punti, a pari merito con Vigevano, Alessandria e Fanfulla, quindi invischiata nella lotta per non retrocedere. 
Il cammino in Coppa Italia ha inizio il 20 novembre 1938, partendo dal terzo turno eliminatorio: la squadra disputa il match contro il Siderno (club nel frattempo neopromosso in Serie C), valevole per il passaggio alla fase finale dai sedicesimi. La sfida si conclude con un pareggio a reti bianche ed è necessaria una ripetizione per sancire l’ufficiale passaggio del turno, che si giocherà quattro giorni dopo: alla fine la spunterà il Palermo, prevalendo per 3-0 e accedendo così ai sedicesimi di finale. Lì la squadra batterà il Vicenza in casa, sbloccando il risultato sul 2-1 ai tempi supplementari, con un gol del capitano Gennaro Santillo, ma verrà eliminata agli ottavi di finale dal Modena, formazione di Serie A, in trasferta (3-0).

## Rosa
| N. |                    | Ruolo | Calciatore                 |
| -- | ------------------ | ----- | -------------------------- |
|    | Italia (bandiera)  | P     | Secondo Roggero            |
|    | Italia (bandiera)  | P     | Paolo Calò                 |
|    | Italia (bandiera)  | D     | Paolo Rigotti              |
|    | Italia (bandiera)  | D     | Ferruccio Bedendo          |
|    | Italia (bandiera)  | C     | Francesco Paolo De Rosalia |
|    | Uruguay (bandiera) | C     | Giovanni Alberti           |
|    | Italia (bandiera)  | C     | Giuseppe Moncada           |
|    | Italia (bandiera)  | C     | Gino Costenaro             |
|    | Italia (bandiera)  | C     | Gennaro Santillo           |
|    | Italia (bandiera)  | C     | Francesco Rier             |

| N. |                   | Ruolo | Calciatore           |
| -- | ----------------- | ----- | -------------------- |
|    | Italia (bandiera) | C     | Enrico Schiavetti    |
|    | Italia (bandiera) | C     | Luigi Ziroli         |
|    | Italia (bandiera) | C     | Gaetano Conti        |
|    | Italia (bandiera) | A     | Romolo Celant        |
|    | Italia (bandiera) | A     | Aldo Ferrara         |
|    | Italia (bandiera) | A     | Fortunato Baldinotti |
|    | Italia (bandiera) | A     | Manlio Pacini        |
|    | Italia (bandiera) | A     | Umberto Di Falco     |
|    | Italia (bandiera) | A     | Carlo Clerici        |

## Risultati

### Serie B

#### Girone di andata
| Palermo 18 settembre 1938 1ª giornata | Palermo         | 0 – 0 referto | Atalanta | Stadio Michele Marrone\| Arbitro: \| Tonnetti (Roma) \| |
| Arbitro:                              | Tonnetti (Roma) |               |          |                                                         |

| Arbitro: | Fois (Roma) |

|          |           |            |
| Rier 25’ | Marcatori | 75’ Longhi |

| Vercelli 2 ottobre 1938 3ª giornata | Pro Vercelli        | 0 – 0 referto | Palermo | Stadio Leonida Robbiano\| Arbitro: \| Conticini (Firenze) \| |
| Arbitro:                            | Conticini (Firenze) |               |         |                                                              |

| Padova 9 ottobre 1938 4ª giornata | Padova         | 1 – 0 referto | Palermo | Stadio Silvio Appiani\| Arbitro: \| Leoni (Milano) \| |
| Arbitro:                          | Leoni (Milano) |               |         |                                                       |

| Arbitro: | Mazzarini (Roma) |

|            |           |             |
| Celant 69’ | Marcatori | 43’ Robotti |

| Palermo 23 ottobre 1938 6ª giornata | Palermo         | 0 – 0 | Siena | Stadio Michele Marrone\| Arbitro: \| Ghetti (Modena) \| |
| Arbitro:                            | Ghetti (Modena) |       |       |                                                         |

| Verona 30 ottobre 1938 7ª giornata | Verona        | 2 – 0 referto | Palermo | Stadio Comunale di Via Bentegodi\| Arbitro: \| Ronzio (Roma) \| |
| Arbitro:                           | Ronzio (Roma) |               |         |                                                                 |

| Sanremo 6 novembre 1938 8ª giornata | Sanremese          | 2 – 0 referto | Palermo | Stadio Littorio\| Arbitro: \| Carminati (Milano) \| |
| Arbitro:                            | Carminati (Milano) |               |         |                                                     |

| Palermo 13 novembre 1938 9ª giornata | Palermo          | 0 – 0 referto | Vigevano | Stadio Michele Marrone\| Arbitro: \| Candela (Genova) \| |
| Arbitro:                             | Candela (Genova) |               |          |                                                          |

| Arbitro: | Tonnetti (Roma) |

|                                |           |              |
| Santillo 34’ (rig.) Pacini 54’ | Marcatori | 12’ Menti II |

| Ancona 11 dicembre 1938 11ª giornata | Anconitana-Bianchi | 4 – 1 | Palermo | Stadio del Littorio\| Arbitro: \| Fois (Roma) \| |
| Arbitro:                             | Fois (Roma)        |       |         |                                                  |

| Arbitro: | Magrini (Perugia) |

|             |           |  |
| Svageli 73’ | Marcatori |  |

| Palermo 1º gennaio 1939 13ª giornata | Palermo         | 1 – 0 referto | Pisa | Stadio Michele Marrone\| Arbitro: \| Tonnetti (Roma) \| |
| Arbitro:                             | Tonnetti (Roma) |               |      |                                                         |

| Arbitro: | Moretti (Genova) |

|             |           |              |
| Tabacchi 9’ | Marcatori | 5’, 27’ Rier |

| Palermo 15 gennaio 1939 15ª giornata | Palermo                 | 0 – 0 referto | Venezia | Stadio Michele Marrone\| Arbitro: \| Mazza (Torre del Greco) \| |
| Arbitro:                             | Mazza (Torre del Greco) |               |         |                                                                 |

| La Spezia 22 gennaio 1939 16ª giornata | Spezia            | 3 – 0 referto | Palermo | Stadio Alberto Picco\| Arbitro: \| Ceccherini (Como) \| |
| Arbitro:                               | Ceccherini (Como) |               |         |                                                         |

| Palermo 29 gennaio 1939 17ª giornata | Palermo     | 1 – 0 referto | Casale | Stadio Michele Marrone\| Arbitro: \| Fois (Roma) \| |
| Arbitro:                             | Fois (Roma) |               |        |                                                     |

#### Girone di ritorno
| Bergamo 5 febbraio 1939 18ª giornata | Atalanta | 0 – 0 | Palermo | Stadio Mario Brumana |

| Lodi 12 febbraio 1939 19ª giornata | Fanfulla | 1 – 0 | Palermo | Stadio Dossenina |

| Palermo 19 febbraio 1939 20ª giornata | Palermo | 4 – 1 | Pro Vercelli | Stadio Michele Marrone |

| Palermo 26 febbraio 1939 21ª giornata | Palermo | 2 – 1 | Padova | Stadio Michele Marrone |

| Alessandria 5 marzo 1939 22ª giornata | Alessandria | 1 – 1 | Palermo | Campo del Littorio |

| Siena 12 marzo 1939 23ª giornata | Siena | 1 – 0 | Palermo | Stadio Rino Daus |

| Palermo 19 marzo 1939 24ª giornata | Palermo | 4 – 0 | Verona | Stadio Michele Marrone |

| Palermo 2 aprile 1939 25ª giornata | Palermo | 1 – 0 | Sanremese | Stadio Michele Marrone |

| Vigevano 9 aprile 1939 26ª giornata | Vigevano | 1 – 1 | Palermo | Campo Sportivo |

| Firenze 16 aprile 1939 27ª giornata | Fiorentina | 7 – 1 | Palermo | Stadio Giovanni Berta |

| Palermo 23 aprile 1939 28ª giornata | Palermo | 2 – 0 | Anconitana-Bianchi | Stadio Michele Marrone |

| Palermo 30 aprile 1939 29ª giornata | Palermo | 2 – 0 | Ferrara | Stadio Michele Marrone |

| Pisa 7 maggio 1939 30ª giornata | Pisa | 1 – 0 | Palermo | Campo Sportivo del Littorio |

| Palermo 18 maggio 1939 31ª giornata | Palermo | 3 – 0 | Salernitana | Stadio Michele Marrone |

| Venezia 21 maggio 1939 32ª giornata | Venezia | 2 – 0 | Palermo | Stadio Pier Luigi Penzo |

| Palermo 28 maggio 1939 33ª giornata | Palermo | 4 – 1 | Spezia | Stadio Michele Marrone |

| Casale Monferrato 4 giugno 1940 34ª giornata | Casale | 0 – 1 | Palermo | Stadio Natale Palli |

### Coppa Italia
| Siderno 20 novembre 1938, ore Terzo turno eliminatorio | Juventus Siderno | 0 – 0 (d.t.s.) referto | Palermo | \| Arbitro: \| Mazza (Napoli) \| |
| Arbitro:                                               | Mazza (Napoli)   |                        |         |                                  |

| Palermo 24 novembre 1938, ore Ripetizione terzo turno | Palermo | 3 – 0 | Juventus Siderno | Stadio Michele Marrone |

| Arbitro: | Mazza (Napoli) |

|                        |           |               |
| Rier 33’ Santillo 115’ | Marcatori | 61’ Marchetti |

| Arbitro: | Pirovano (Monza) |

|                                            |           |  |
| Bedendo 76’ (aut.) Sentimenti III 86’, 90’ | Marcatori |  |

## Statistiche

### Statistiche di squadra
| Competizione | Punti | In casa | In casa | In casa | In casa | In casa | In casa | In trasferta | In trasferta | In trasferta | In trasferta | In trasferta | In trasferta | Totale | Totale | Totale | Totale | Totale | Totale | DR |
| Competizione | Punti | G       | V       | N       | P       | Gf      | Gs      | G            | V            | N            | P            | Gf           | Gs           | G      | V      | N      | P      | Gf     | Gs     | DR |
| ------------ | ----- | ------- | ------- | ------- | ------- | ------- | ------- | ------------ | ------------ | ------------ | ------------ | ------------ | ------------ | ------ | ------ | ------ | ------ | ------ | ------ | -- |
| Serie B      | 36    | 17      | 11      | 6       | 0       | 28      | 6       | 17           | 2            | 4            | 11           | 7            | 28           | 34     | 13     | 10     | 11     | 35     | 34     | +1 |
| Coppa Italia |       | 2       | 2       | 0       | 0       | 5       | 1       | 2            | 0            | 1            | 1            | 0            | 3            | 4      | 2      | 1      | 1      | 5      | 4      | +1 |
| Totale       |       | 19      | 13      | 6       | 0       | 33      | 7       | 19           | 2            | 5            | 12           | 7            | 31           | 38     | 15     | 11     | 12     | 40     | 38     | +2 |

### Statistiche dei giocatori
| Giocatore       | Serie B  | Serie B | Coppa Italia | Coppa Italia | Totale   | Totale |
| Giocatore       | Presenze | Reti    | Presenze     | Reti         | Presenze | Reti   |
| --------------- | -------- | ------- | ------------ | ------------ | -------- | ------ |
| F. Baldinotti   | 12       | 0       | 0            | 0            | 12       | 0      |
| F. Bedendo      | 27       | 0       | 0            | 0            | 27       | 0      |
| P. Calò         | 1        | 0       | 0            | 0            | 1        | 0      |
| R. Celant       | 25       | 9       | 0            | 0            | 25       | 9      |
| C. Clerici      | 13       | 0       | 0            | 0            | 13       | 0      |
| G. Conti        | 3        | 0       | 0            | 0            | 3        | 0      |
| G. Costenaro    | 30       | 2       | 0            | 0            | 30       | 2      |
| F.P. De Rosalia | 32       | 2       | 0            | 0            | 32       | 2      |
| U. Di Falco     | 21       | 6       | 0            | 0            | 21       | 6      |
| A. Ferrara      | 24       | 5       | 0            | 0            | 24       | 5      |
| G. Moncada      | 9        | 0       | 0            | 0            | 9        | 0      |
| M. Pacini       | 20       | 5       | 0            | 0            | 20       | 5      |
| F. Rier         | 21       | 3       | 0            | 0            | 21       | 3      |
| P. Rigotti      | 34       | 0       | 0            | 0            | 34       | 0      |
| S. Roggero      | 33       | 0       | 0            | 0            | 33       | 0      |
| G. Santillo     | 32       | 1       | 0            | 0            | 32       | 1      |
| E. Schiavetti   | 20       | 0       | 0            | 0            | 20       | 0      |
| L. Ziroli       | 17       | 1       | 0            | 0            | 17       | 1      |